# Katalin Marton
Katalin Marton (* 1941 in Budapest; † 2019) war eine ungarische Mathematikerin, die sich mit Informationstheorie und Wahrscheinlichkeitstheorie, insbesondere Konzentration von Maßen, befasste. Sie war am Alfred-Renyi-Institut der Ungarischen Akademie der Wissenschaften in Budapest beschäftigt.
Marton war nach der Promotion in Mathematik an der Lorand Eötvös Universität 1965 in der Abteilung Numerische Mathematik des Zentralen Forschungsinstituts für Physik in Budapest und ab 1973 am Alfred Renyi Institut.
1986 gab sie einen informationstheoretischen Beweis des Blowing Up Lemmas von Rudolf Ahlswede, Peter Gács und János Körner, das ein Beispiel für das Phänomen der Maß-Konzentration ist.
1969 war sie Gastwissenschaftlerin am Institut für Informationsübertragung in Moskau und 1980 am Massachusetts Institute of Technology.
2013 erhielt sie den Claude E. Shannon Award.

## Schriften
- A coding theorem for the discrete memoryless broadcast channel, IEEE Transactions on Information Theory, Band 25, 1979, S. 305–311
- mit J. Körner: General broadcast channels with degraded message sets, IEEE Transactions on Information Theory, Band 23, 1977, 60-64
- mit J. Körner: Comparison of two noisy channels, Colloquia Mathematica Societatis Janos Bolyai 16, North Holland 1977, 411-422
- mit J. Körner: Random access communication and graph entropy, IEEE Transactions on Information Theory, Band 34, 1988, 312-314
- On the Shannon capacity of probabilistic graphs, J. Combinatorial Theory, 57,1993, 183-195